# Санти-Винченцо-э-Анастасио-а-Треви
Санти-Винченцо-э-Анастасио-а-Треви (итал. Santi Vincenzo e Anastasio a Trevi) — приходская церковь Святых Викентия и Анастасия в Риме. Находится рядом с фонтаном Треви и Квиринальским дворцом. Известна как место сохранения бальзамированных сердец двадцати двух римских пап от Сикста V до Льва XIII.

## История
Современная церковь находится на месте средневековой постройки, упомянутой в 962 году в булле папы Иоанна XII как относящаяся к Сан-Сильвестро-ин-Капите (San Silvestro in Capite) — базилике Святого Сильвестра (папы римского Сильвестра I). С XVI века известна как церковь, освящённая в честь святых первомучеников Викентия Сарагосского и Анастасия Персиянина, память которых отмечается 22 января по римскому календарю. Новая церковь построена в 1646—1650 годах по проекту архитектора Мартино Лонги Младшего.
До 1820-х годов церковь относилась к папскому приходу (Parrocchia Pontificia), затем стала домовой церковью расположенного рядом Квиринальского дворца. В 1989—1990 годах проводилась капитальная реставрация фасада церкви, сложенного из пористого известняка, как оказалось, весьма хрупкого материала. В 2002 году церковь святых Викентия и Анастасия была передана Болгарской Православной церкви для совершения богослужений и обрела ещё одно имя — Церковь св. Кирилла и Мефодия.

## Архитектура
Церковь Викентия и Анастасия является выдающимся памятником архитектуры стиля барокко. В композиции фасада этой церкви колоннады коринфского ордера на двух ярусах (десять внизу и шесть наверху), плотно сгруппированы подобно трубам органа. Они образуют мощный вертикальный аккорд. Сложные раскреповки двух антаблементов и фронтонов усиливают барочное «звучание». В народе эту церковь прозвали «каннето» (итал. canneto — заросли тростника), потому что её колонны якобы похожи на тростниковые связки.
Церковь была построена по распоряжению кардинала Мазарини, его герб и шляпа кардинала, поддерживаемые ангелами, являются центром скульптурной композиции фасада. Среди римлян ходили слухи, что племянница Мазарини, Мария Манчини, фаворитка французского короля Людовика XIV, также представлена на фасаде, в маскароне под центральным окном второго яруса. Изображение мирянки и поддержка герба кардинала ангелами делают скульптурное оформление церкви уникальным — кардинальских гербов больше нет ни на одной церкви Рима.
Церковь имеет один неф. Алтарь украшает картина Франческо Паскуччи «Мученичество святых Винченцо и Анастасия». В 1835 году в церкви был похоронен популярный итальянский рисовальщик и гравёр Бартоломео Пинелли.
Церковь вызывает интерес и тем, что в ней вместе с мужем и сестрой в 1862 году захоронена (в боковой капелле справа от входа) княгиня Зинаида Волконская — писательница, поэтесса, композитор, хозяйка литературного салона, видная фигура русской культурной жизни первой половины XIX века. Княгиня Волконская поселилась в Риме в 1829 году, c осени 1834 по весну 1845 года — занимала второй этаж палаццо Поли, служащий архитектурным фоном фонтана Треви.

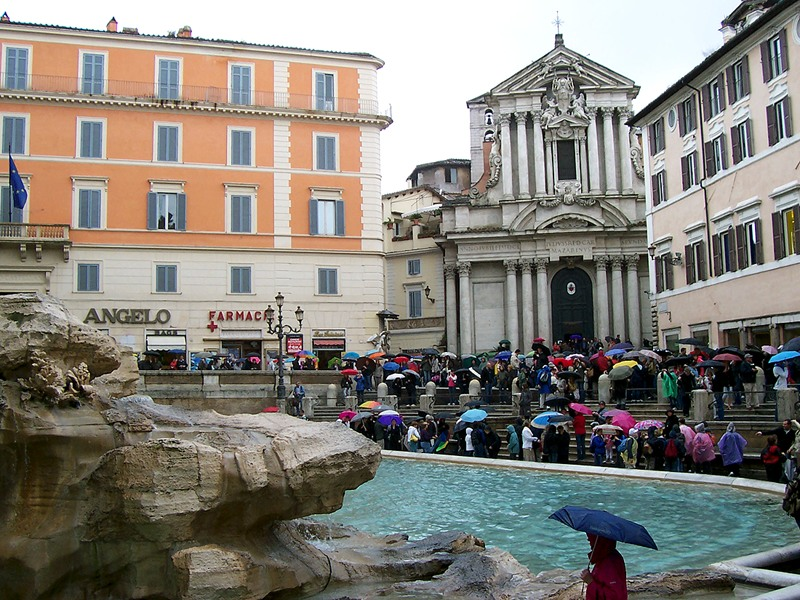
Вид на церковь от фонтана Треви
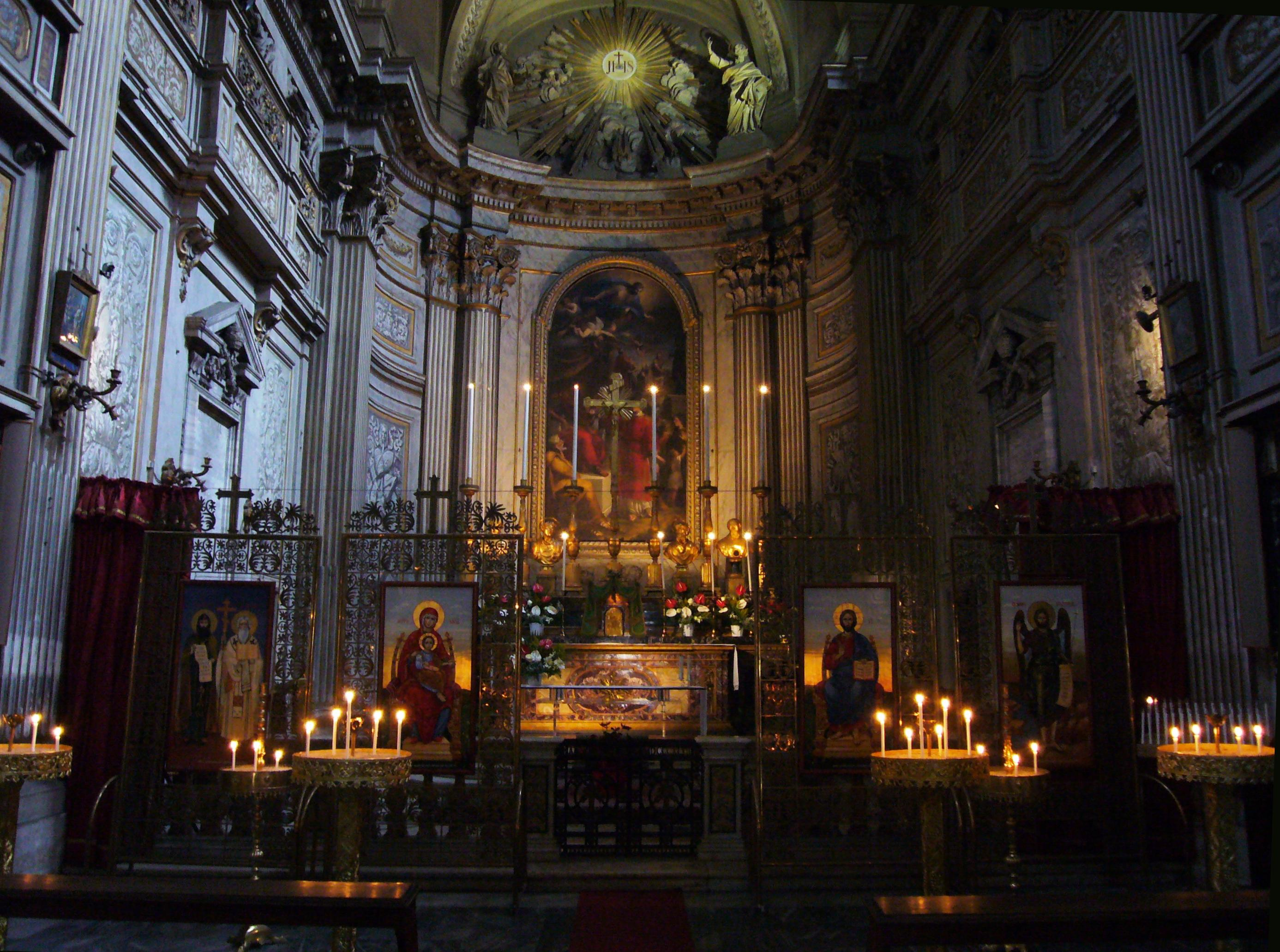
Интерьер храма
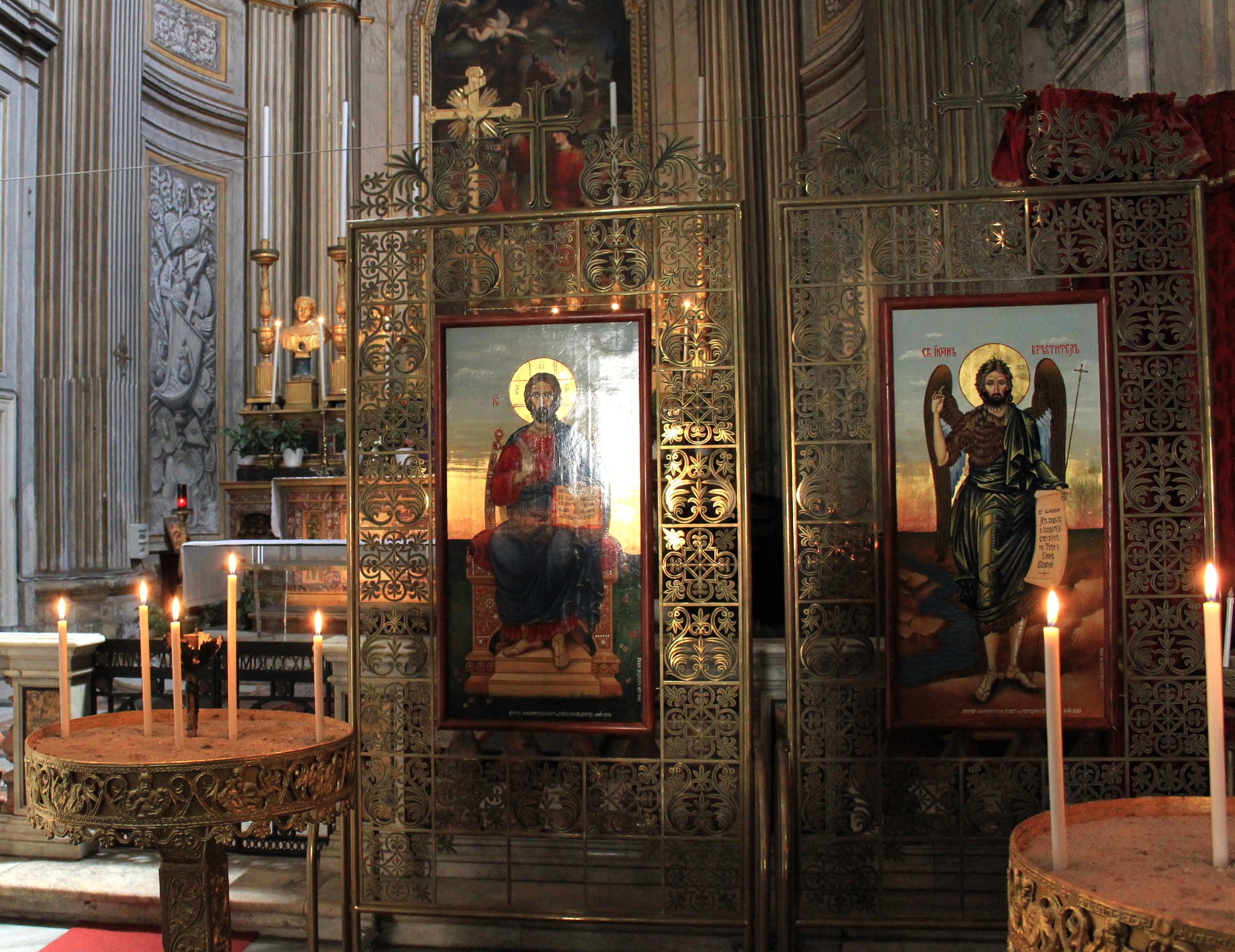
Алтарь и иконостас
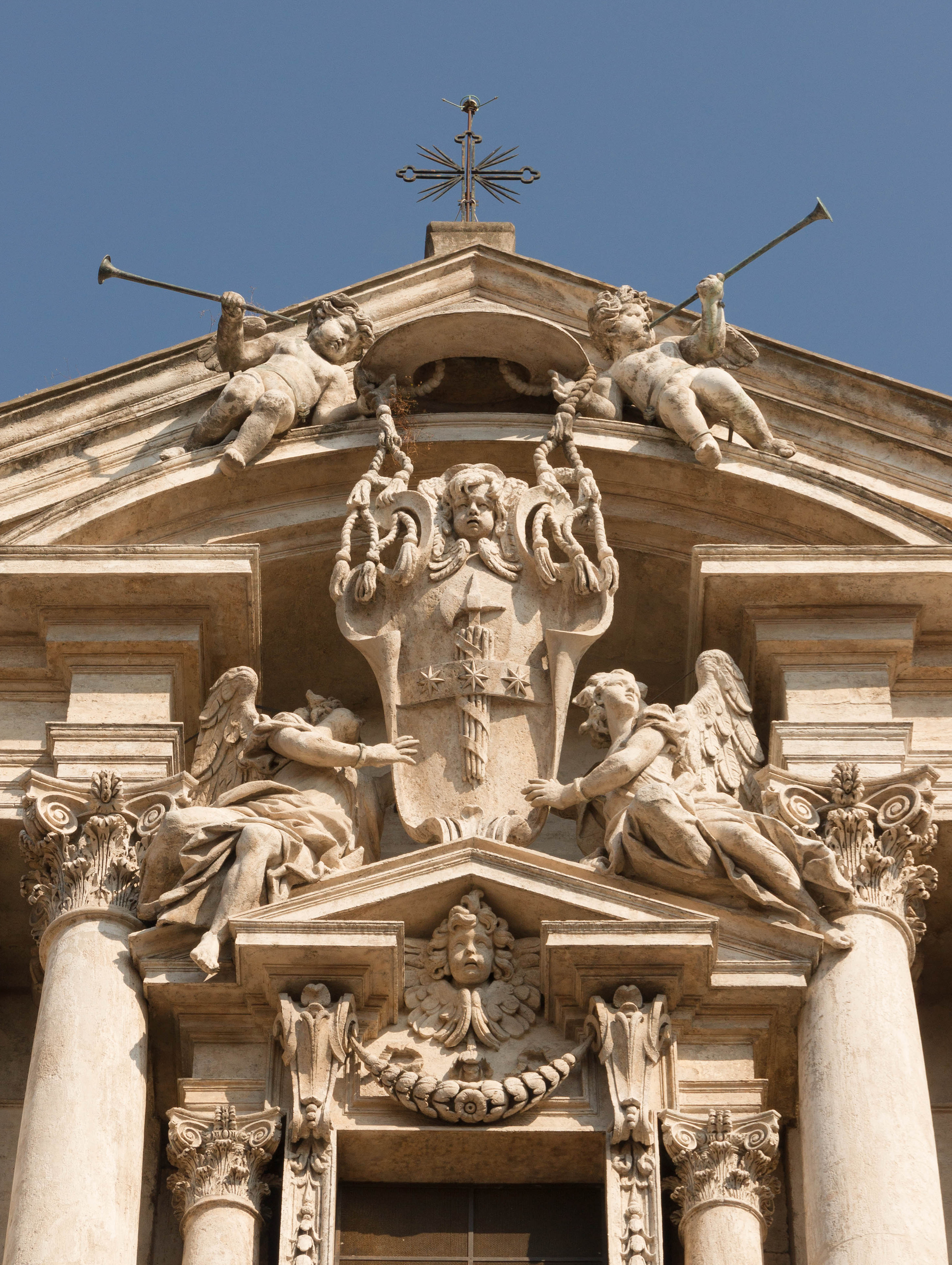
Герб кардинала Мазарини
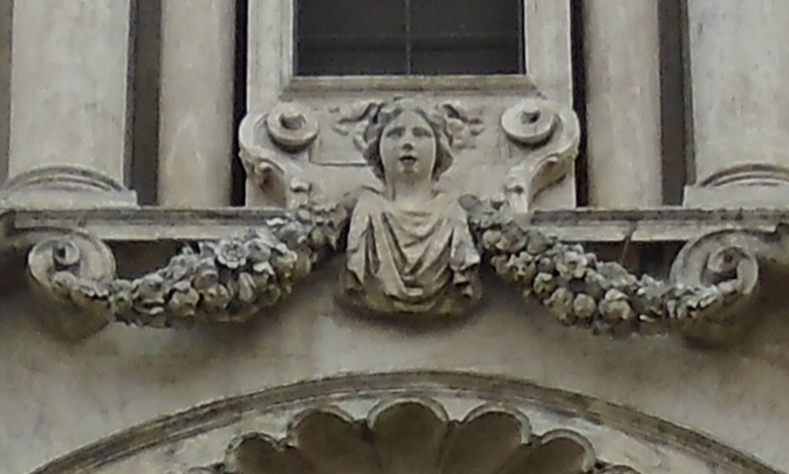
Маскарон фасада